# Édouard Marcelle
Édouard Marcelle (1. oktober 1909 - 9. november 2001) var en fransk roer, født i Reims.
Marcelle var en del af den franske toer med styrmand, der vandt sølv ved OL 1928 i Amsterdam. Bådens øvrige besætning var hans storebror Armand Marcelle og styrmand Henri Préaux. I finalen blev franskmændenes båd besejret af Schweiz, der vandt guld, mens Belgien fik bronze. Det var det eneste OL han deltog i.

## OL-medaljer
- 1928:  Sølv i toer med styrmand